# Literaturjahr 1919
Liste der Literaturjahre

◄◄ | ◄ | 1915 | 1916 | 1917 | 1918 | Literaturjahr 1919 | 1920 | 1921 | 1922 | 1923 | ►

Weitere Ereignisse

## Ereignisse

### Prosa
- 15. April: Der Roman The Moon and Sixpence von William Somerset Maugham wird in London veröffentlicht.

- Von Thomas Mann erscheint die „Idylle“ Gesang vom Kindchen.

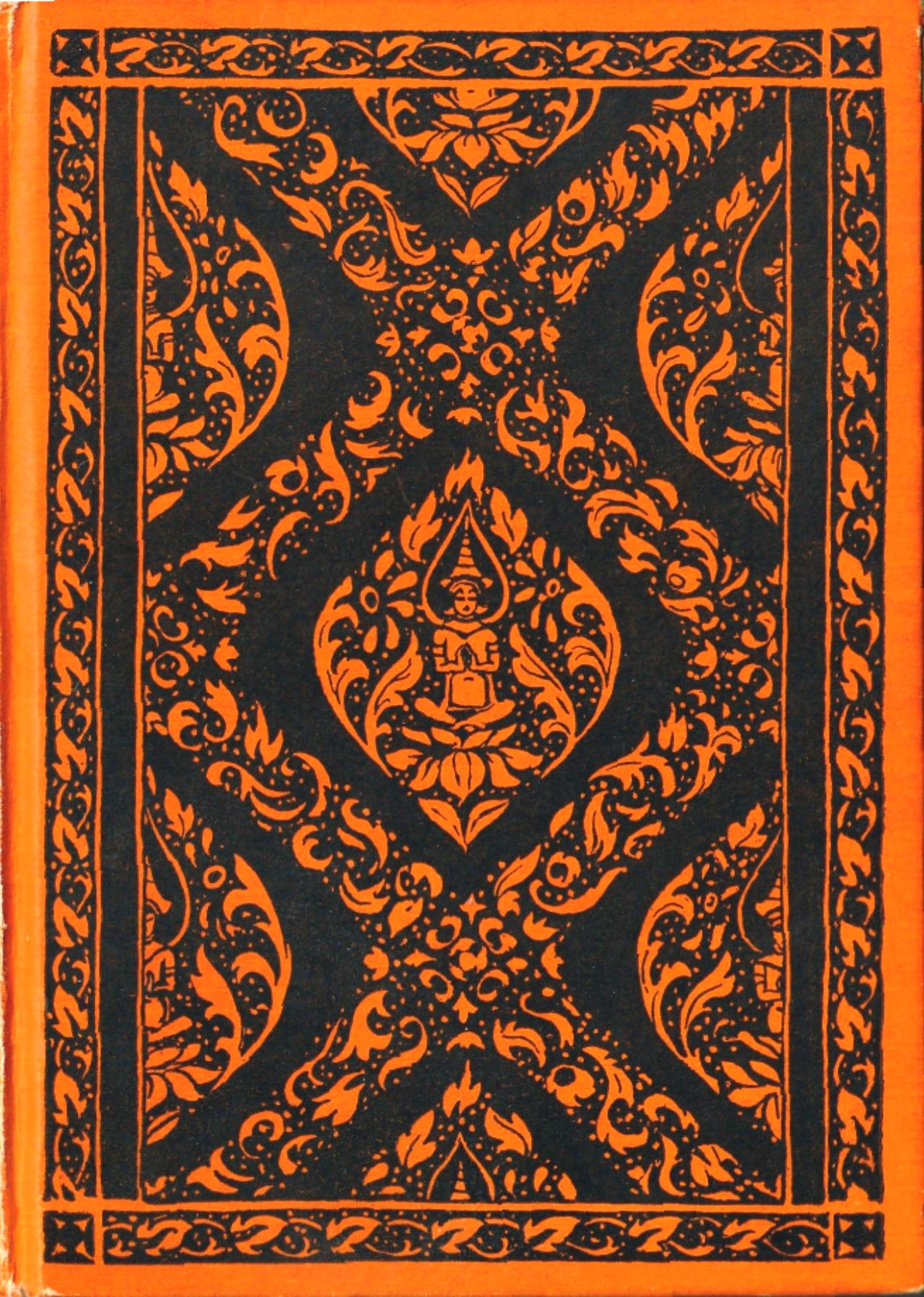
Das indische Grabmal, Bucheinband 1919

- Von Thea von Harbou erscheint der Roman Das indische Grabmal.
- Von Josef Ponten erscheint die Novelle Der Meister.
- Von dem evangelischen Pfarrer und Schriftsteller Artur Brausewetter erscheint der Roman Zum Herrschen geboren – einer von insgesamt rund 50 Romanen, die er in seinem Leben verfasste.

### Lyrik
- 11. Juni: Der deutsche Lyriker Rainer Maria Rilke lässt sich in der Schweiz nieder, wo er seine Schaffenskrise überwindet.
- Das Buch Les Champs magnétiques von André Breton und Philippe Soupault wird als erstes Werk des literarischen Surrealismus publiziert. Der Text gilt zugleich als eines der bedeutendsten surrealistischen Werke.
- Kurt Schwitters verfasst das Gedicht An Anna Blume.

### Drama
- 23. Januar: Das Drama 1913 des Zyklus aus dem bürgerlichen Heldenleben von Carl Sternberg hat unter der Regie von Gustav Hartung seine Uraufführung am Schauspielhaus in Frankfurt am Main. Es folgt als dritter Teil der Maske-Trilogie auf Der Snob. Heinrich George gibt den inzwischen geadelten Christian Maske von Buchow.
- 27. April: Das Theaterstück Die Wupper von Else Lasker-Schüler hat am Deutschen Theater in Berlin seine Uraufführung.

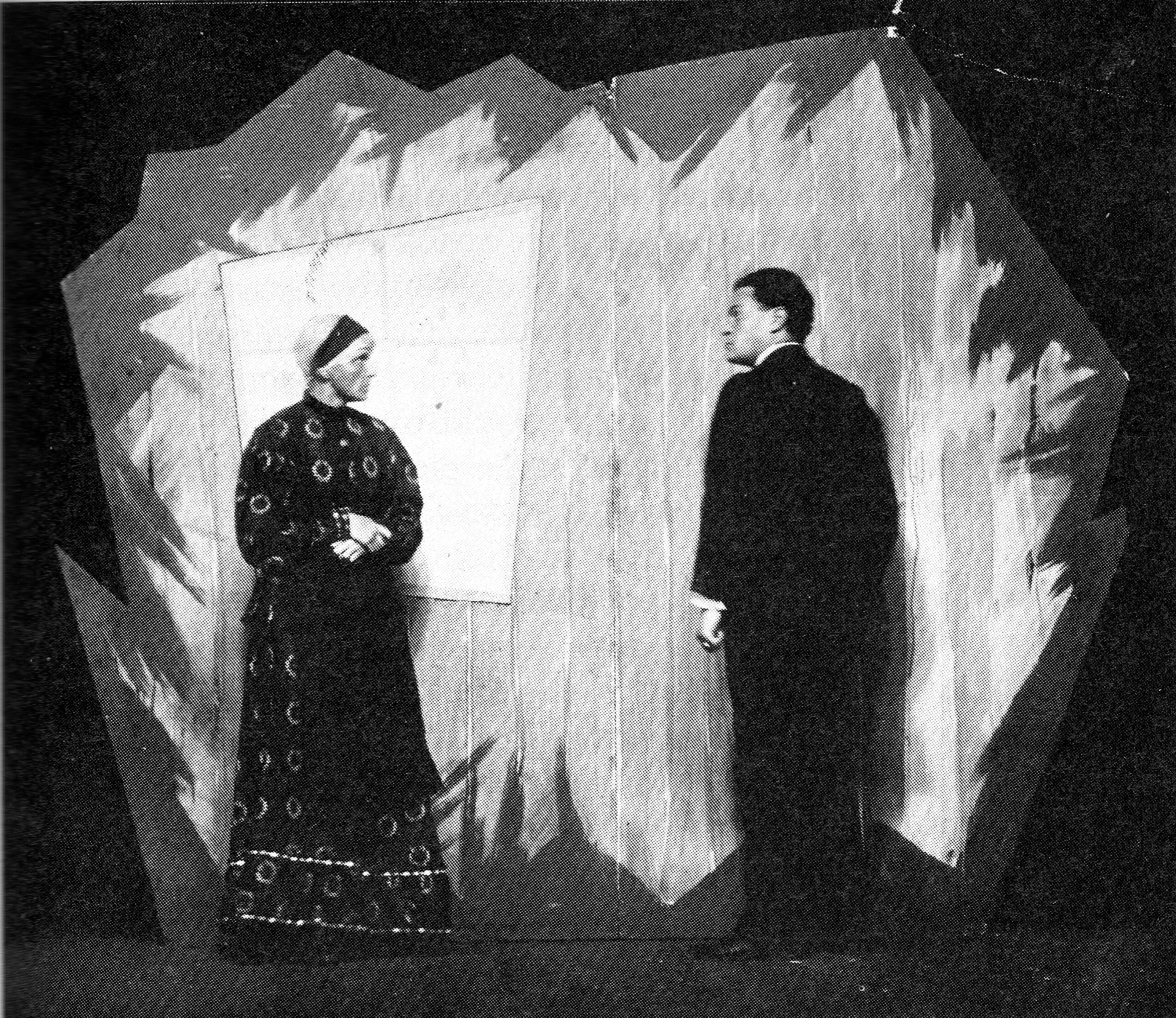
Fritz Kortner als Kriegsheimkehrer Friedrich (rechts) in der Uraufführung von Tollers Die Wandlung

- 30. September: Mit Fritz Kortner in der Hauptrolle wird am Berliner politisch-expressionistischen Theater Tribüne das Kriegsheimkehrer-Stück Die Wandlung von Ernst Toller in der Inszenierung von Karlheinz Martin uraufgeführt.

- Von Bertolt Brecht entstehen u. a. die Stücke Die Hochzeit und Trommeln in der Nacht.

### Essay
- Das Unheimliche von Sigmund Freud erscheint.

### Periodika
- 26. Juni: Der New Yorker Verleger Joseph Medill Patterson bringt die Daily News heraus, die erste Tageszeitung im kleinen Tabloid-Zeitungsformat.
- 13. August: Im Karl Schultz-Verlag in Berlin erscheint mit einer Startauflage von 20.000 Exemplaren die Wochenzeitung Die Freundschaft. Sie wird heute als wichtigste deutsche Homosexuellenzeitschrift der Weimarer Republik, insbesondere in der Zeit bis 1922, angesehen.
- Oktober: Die Leipziger Satirezeitschrift Der Drache erscheint erstmals. Herausgeber ist Hans Reimann.

### Religion
- 24. November: In der Enzyklika Paterno iam diu beklagt Papst Benedikt XV. die Not von Kindern in Zentraleuropa.

### Preisverleihungen
- 10. Juli: In London findet die erste Verleihung des Hawthornden-Preises statt, des ältesten Literaturpreises in Großbritannien. Erster Preisträger des von Alice Warrender gestifteten Preises ist Edward Shanks.

- Der Schweizer Carl Spitteler erhält „im besonderen Hinblick auf sein mächtiges Epos Olympischer Frühling“ den Nobelpreis für Literatur.

### Spielstätten
- 28. November: Das Große Schauspielhaus in Berlin wird mit einer Aufführung der Orestie von Aischylos in der Bearbeitung von Karl Gustav Vollmoeller eröffnet.

### Sonstiges
- Ende Januar: Die expressionistische Dresdner Sezession Gruppe 1919 wird gegründet. Neben mehreren Kunstausstellungen wird im November eine Lesung mit Else Lasker-Schüler veranstaltet.
- Im Herbst beginnt Erich Kästner an der Universität Leipzig das Studium der Geschichte, Philosophie, Germanistik, Zeitungskunde und Theaterwissenschaft, nachdem er das Abitur am König-Georg-Gymnasium mit Auszeichnung bestanden und dafür das Goldene Stipendium der Stadt Dresden erhalten hat.

## Geboren

### Januar bis April
- 01. Januar: Daniil Alexandrowitsch Granin, russischer Schriftsteller († 2017)
- 01. Januar: J. D. Salinger, US-amerikanischer Schriftsteller († 2010)
- 06. Januar: Geoffrey Bingham, australischer Schriftsteller († 2009)
- 09. Januar: Hans Lebert, österreichischer Schriftsteller und Opernsänger († 1993)
- 12. Januar: Jan Józef Szczepański, polnischer Schriftsteller († 2003)
- 14. Januar: Andy Rooney, US-amerikanischer Journalist und Autor († 2011)
- 17. Januar: Antonio Mingote, spanischer Zeichner und Autor († 2012)
- 29. Januar: N. F. Simpson, britischer Dramatiker († 2011)

- 01. Februar: Eugen Stadelmann, österreichischer Lehrer und Heimatdichter († 1998)
- 04. Februar: Krystyna Berwińska, polnische Schriftstellerin († 2016)
- 14. Februar: Miroslav Zikmund, tschechischer Weltreisender, Schriftsteller und Fotograf († 2021)
- 21. Februar: Hellmuth Himmel, österreichischer Germanist und Kabarettautor  († 1983)
- 22. Februar: Henri Arnoldus, niederländischer Autor († 2002)
- 26. Februar: Kuroda Saburō, japanischer Lyriker († 1980)

- 08. März: Mavor Moore, kanadischer Autor, Librettist, Komponist, Musikkritiker und -pädagoge, Regisseur und Produzent († 2006)
- 19. März: Peter Abrahams, südafrikanischer Schriftsteller († 2017)
- 24. März: Lawrence Ferlinghetti, US-amerikanischer Dichter, Schriftsteller und Verleger († 2021)
- 28. März: Alain Bosquet, russisch-französischer Dichter, Schriftsteller, Übersetzer und Essayist († 1998)
- 29. März: Robert Lowry, US-amerikanischer Schriftsteller († 1994)

- 03. April: Reno Nonsens, deutscher Satiriker und Theaterleiter († 2001)
- 04. April: Josef von Ferenczy, deutsch-ungarischer Verleger († 2011)
- 15. April: Emyr Humphreys, walisischer Schriftsteller († 2020)
- 21. April: Michael Mann, deutscher Musiker und Literaturwissenschaftler, Sohn von Thomas Mann († 1977)
- 23. April: Silja Walter, Schweizer Benediktinerin und Schriftstellerin († 2011)
- 24. April: Edgar Jarratt Applewhite, US-amerikanischer Schriftsteller († 2005)

### Mai bis August
- 01. Mai: John Meredyth Lucas, US-amerikanischer Drehbuchautor, Filmregisseur und Filmproduzent († 2002)
- 11. Mai: John Michael Hayes, US-amerikanischer Drehbuchautor († 2008)
- 26. Mai: Alfons Dalma, kroatisch-österreichischer Journalist († 1999)

- 09. Juni: Gerd Oswald, deutscher Filmregisseur, Filmproduzent, Schauspieler und Drehbuchautor († 1989)
- 16. Juni: Anna Wimschneider, deutsche Bäuerin und Schriftstellerin († 1993)
- 24. Juni: Eugen Oker, deutscher Schriftsteller und Spielekritiker († 2006)
- 25. Juni: Ralf Parve, estnischer Schriftsteller († 2011)

- 01. Juli: Hans Bender, deutscher Schriftsteller und Herausgeber († 2015)
- 02. Juli: Jean Craighead George, US-amerikanische Schriftstellerin († 2012)
- 15. Juli: Iris Murdoch, anglo-irische Schriftstellerin und Philosophin († 1999)
- 19. Juli: Robert Pinget, Schweizer Schriftsteller († 1997)
- 19. Juli: Miltos Sachtouris, griechischer Lyriker († 2005)
- 21. Juli: Wendell Mayes, US-amerikanischer Drehbuchautor († 1992)
- 27. Juli: Ricardo César Andreu, argentinischer Schauspieler, Komiker und Autor († 2012)
- 31. Juli: Primo Levi, italienischer Schriftsteller und Chemiker († 1987)

- 19. August: Qin Mu, chinesischer Schriftsteller († 1992)
- 19. August: Alfred Schrick, deutscher Schriftsteller († 2007)
- 20. August: Walter Bernstein, US-amerikanischer Drehbuchautor († 2021)
- 29. August: János Rácz, ungarischer Mathematiker, Lehrer, Autor († 2005)
- 30. August: Jiří Orten, tschechischer Dichter († 1941)
- 31. August: Amrita Pritam, indische Lyrikerin und Schriftstellerin († 2005)

### September bis Dezember
- 02. September: Karl-Ernst Maedel, deutscher Sachbuchautor († 2004)
- 07. September: Michael Guttenbrunner, österreichischer Dichter und Schriftsteller († 2004)
- 13. September: George Weidenfeld, britischer Journalist, Verleger und Diplomat († 2016)
- 17. September: Horst Krüger, deutscher Schriftsteller († 1999)
- 23. September: Kaneko Tōta, japanischer Lyriker († 2018)
- 26. September: Matilde Camus, spanische Dichterin und Schriftstellerin († 2012)

- 01. Oktober: Hans Schiefele, deutscher Journalist und Sportfunktionär († 2005)
- 05. Oktober: Vojtech Zamarovský, slowakischer Historiker, Schriftsteller und Übersetzer († 2006)
- 06. Oktober: Sawaki Kin’ichi, japanischer Schriftsteller († 2001)

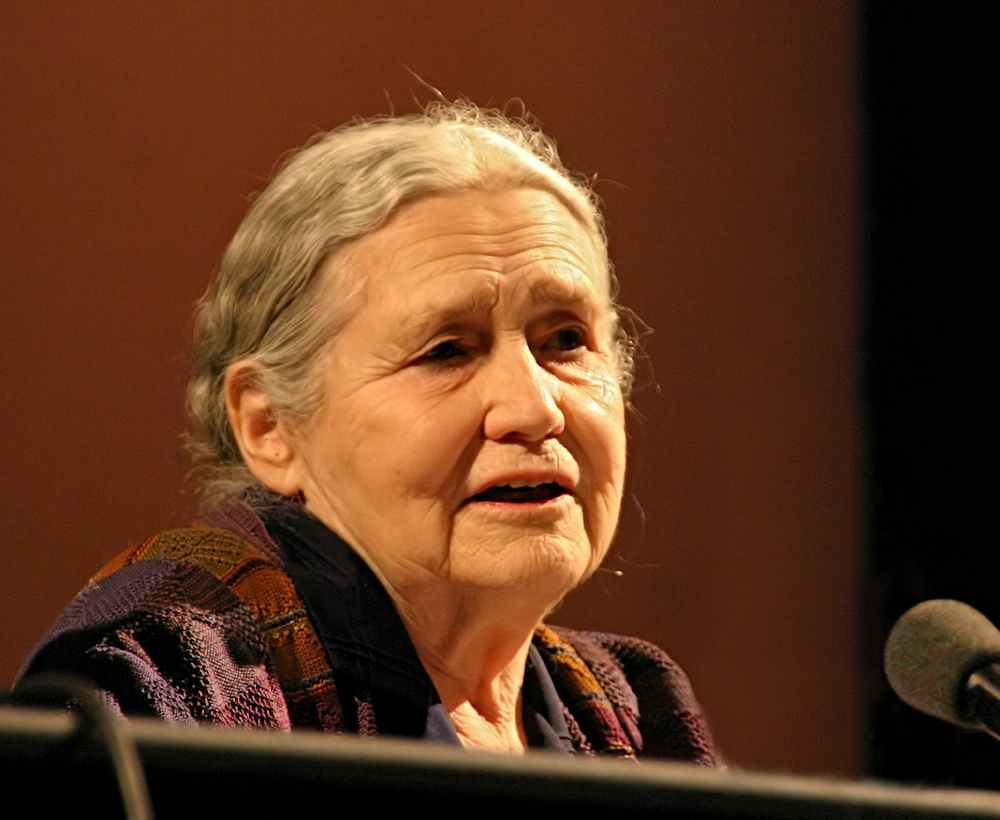
Doris Lessing, 2006

- 22. Oktober: Doris Lessing, britische Schriftstellerin († 2013)
- 23. Oktober: Rodrigo Arenas Betancur, kolumbianischer Schriftsteller und Bildhauer († 1995)
- 27. Oktober: Douglas Heyes, US-amerikanischer Drehbuchautor und Regisseur († 1993)

- 03. November: Joachim Seyppel, deutscher Schriftsteller und Literaturwissenschaftler († 2012)
- 06. November: Sophia de Mello Breyner Andresen, portugiesische Schriftstellerin († 2004)
- 08. November: Philip J. Klass, US-amerikanischer Elektroingenieur und Journalist († 2005)
- 08. November: Anni Kroll, deutsche Autorin und Heimatdichterin († 2015)
- 13. November: Katharina Adler, deutsche Journalistin und Publizistin († 2010)
- 26. November: Frederik Pohl, US-amerikanischer Science-Fiction-Autor († 2013)
- 27. November: Kimu Tarusu, japanischer Schriftsteller († 1997)

- 03. Dezember: Hans Bunge, deutscher Dramaturg, Regisseur und Autor († 1990)
- 21. Dezember: Ivan Blatný, tschechischer Dichter und Schriftsteller († 1990)

## Gestorben

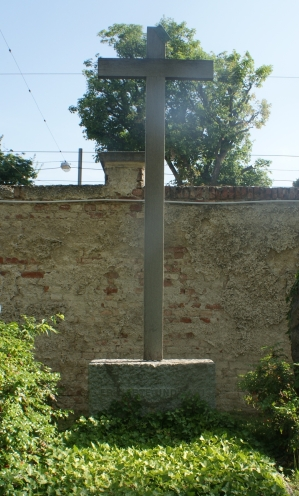
Grabstätte von Peter Altenberg

- 08. Januar: Peter Altenberg, österreichischer Schriftsteller (* 1859)
- 10. Januar: Heinrich Lautensack, deutscher Schriftsteller, Dramatiker und Übersetzer (* 1881)
- 13. Januar: Hans Bielenstein, deutsch-baltischer Pfarrer und Schriftsteller, evangelischer Märtyrer (* 1863)
- 24. Januar: Ismail Qemali, albanischer Politiker und Publizist (* 1844)
- 27. Januar: Endre Ady de Diósad, ungarischer Dichter (* 1877)
- 28. Januar: Ernst Adam, deutscher Schriftsteller (* 1879)
- 28. Januar: Franz Mehring, deutscher marxistischer Publizist und Politiker (* 1846)
- 31. Januar: Paul Lindau, deutscher Schriftsteller, Dramatiker und Theaterleiter (* 1839)

- 03. Februar: Niwa Jun’ichirō, japanischer Übersetzer und Schriftsteller (* 1852)
- 06. Februar: Enrico Golisciani, italienischer Librettist (* 1848)
- 09. Februar: Ludwig Geiger, deutsch-jüdischer Literatur- und Kunsthistoriker (* 1848)
- 11. Februar: Paul Carus, deutsch-amerikanischer Verleger, Schriftsteller und Philosoph (* 1852)
- 14. Februar: Wiktor Gomulicki, polnischer Schriftsteller (* 1848)

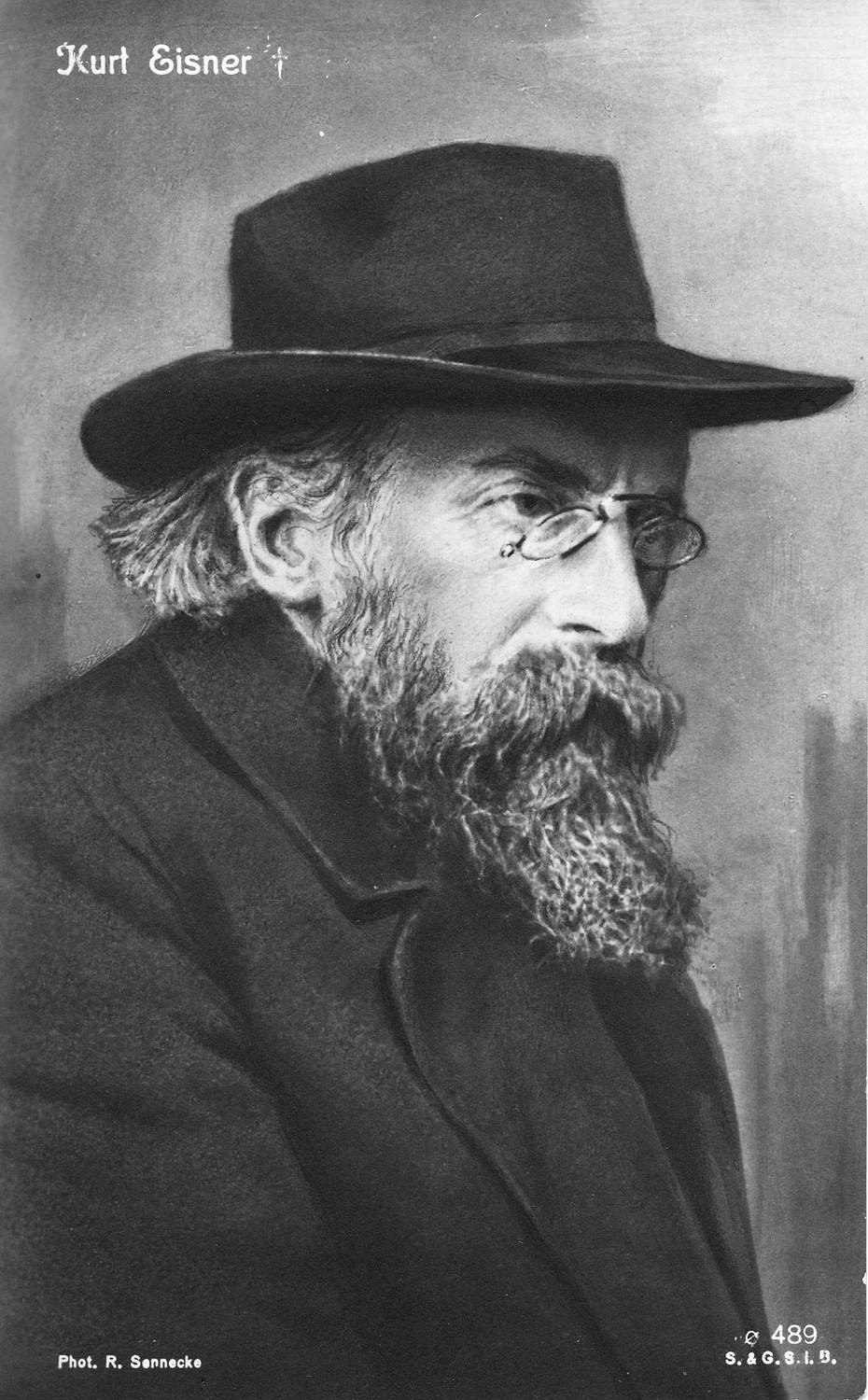
Kurt Eisner

- 21. Februar: Kurt Eisner, deutscher Politiker und Schriftsteller (* 1867)

- 17. März: Kenyon Cox, US-amerikanischer Maler und Schriftsteller (* 1856)
- 22. März: Konstantin Konstantinowitsch Arsenjew, russischer Publizist, Literaturwissenschaftler und Enzyklopädist (* 1837)

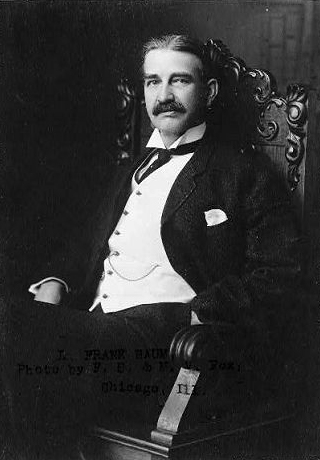
Lyman Frank Baum

- 06. Mai: Lyman Frank Baum, US-amerikanischer Schriftsteller (* 1856)
- 17. Mai: Guido von List, österreichischer okkulter Autor und Begründer der Ariosophie (* 1848)
- 24. Mai: Amado Nervo, mexikanischer Schriftsteller, Journalist und Diplomat (* 1870)

- 01. Juni: Hedwig Dohm, deutsche Frauenrechtlerin und Schriftstellerin (* 1831)
- 08. Juli: Eugen Guglia, österreichischer Historiker, Journalist und Schriftsteller (* 1857)

- 10. August: Hermann Wette, deutscher Arzt und Schriftsteller (* 1857)
- 17. September: August Niemann, deutscher Schriftsteller (* 1839)

- 05. Oktober: Hugo Kersten, deutscher Schriftsteller und Publizist (* 1892)
- 11. Oktober: Karl Gjellerup, dänischer Schriftsteller (* 1857)

- 04. November: Sofja Andrejewna Tolstaja, russische Schriftstellerin (* 1844)
- 08. Dezember: Maximilian Schmidt, bayrischer Volksschriftsteller (* 1832)